# Edward Pierson Ramsay

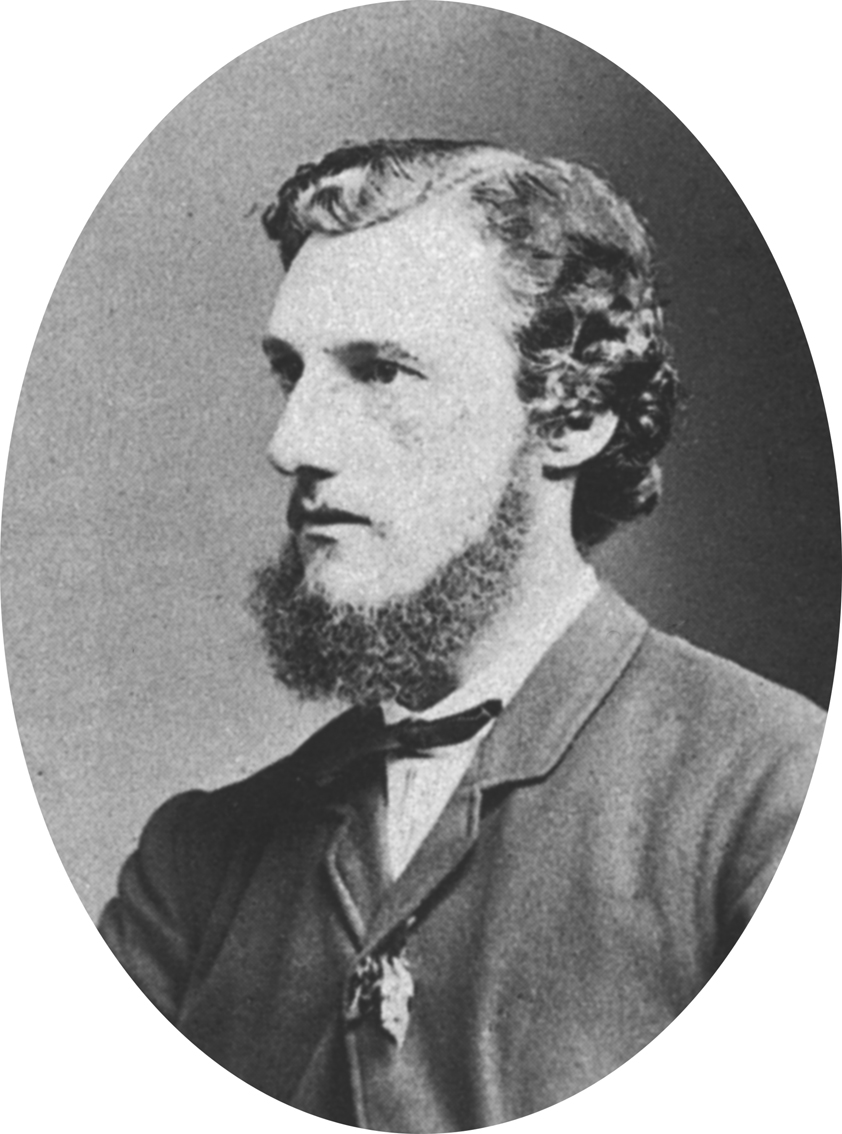
Edward Pierson Ramsay

Edward Pierson Ramsay (* 3. Dezember 1842 in Sydney; † 16. Dezember 1916 ebenda) war ein australischer Zoologe, der sich hauptsächlich auf das Teilgebiet Ornithologie spezialisierte.
Edward Pierson Ramsay wurde als Sohn von David Ramsay und seiner Frau Sarah Ann am 3. Dezember 1842 in Ashfield geboren. Er studierte von 1863 bis 1865 Medizin an der Universität in Sydney, brach dieses Studium jedoch vor dem Abschluss ab. Sein Interesse lag seit seiner Kindheit bei den Naturwissenschaften. Obwohl er keine wissenschaftliche Ausbildung genoss, veröffentlichte er zahlreiche Arbeiten, die weitgehend von der Fachwelt anerkannt wurden. Des Weiteren widmete er sich hauptsächlich dem Sammeln von Vögeln.
Im Jahre 1863 wurde er zum Schatzmeister der Entomological Society von New South Wales ernannt. 1866 wurde er Mitglied beim Zoological Society in London und war dort vor allem für die Korrespondenz verantwortlich. Er war Gründungsmitglied der Linnean Society von New South Wales (1874) und von 1874 bis 1894 war er als Kurator am Australian Museum angestellt. Nach seinem Rücktritt als Kurator aus Gesundheitsgründen war er bis 1909 als beratender Ornithologe für das Australian Museum tätig. 1884 wurde er zum Mitglied der Royal Society of Edinburgh gewählt.
Am 16. Dezember 1916 starb Edward Pierson Ramsay im Croydon Park in Sydney an den Folgen eines Karzinoms des Magens. Sein Grab befindet sich auf dem Friedhof Presbyterian (Haberfield).
Edward Pierson Ramsay beschrieb zahlreiche Tiere wissenschaftlich. Darunter 55 Fischarten, oft zusammen mit dem Zoologen James Douglas Ogilby.
Auch sein Sohn John Simeon Pierson Ramsay wurde ein bekannter Ornithologe, dessen Spezialgebiet bei der Fotografie lag.